# Celso Lungaretti
Celso Lungaretti (São Paulo, 6 de outubro de 1950) é um jornalista e ativista brasileiro que participou da resistência à ditadura militar na década de 1960 e 1970.

## Biografia
Neto de imigrantes italianos, formou-se em Comunicação Social pela Escola de Comunicações e Artes da Universidade de São Paulo (ECA-USP).
Participou da resistência à ditadura militar, como ativista do movimento secundarista (1967/68) e militante da Vanguarda Popular Revolucionária (1969/70).
Preso em abril de 1970, foi acusado como delator da área de treinamento da VPR em Registro/SP porque sua organização preferiu preservar os dirigentes do Comando Nacional que a revelaram sob torturas, culpando ele e outro militante secundarista nos documentos e versões oficiais. Após grandes coações psicológicas e torturas físicas, foi obrigado a escrever manifestos e dar entrevistas renegando seu passado revolucionário e criticando a esquerda armada ainda em 1970.
Conseguiu restabelecer a verdade dos fatos no final de 2004, a partir de um relatório secreto militar que veio a público e da intervenção em seu favor do historiador Jacob Gorender, que o inocentou dessa acusação em carta publicada na Folha de S. Paulo.
Em 2005, Celso lançou o livro Náufrago da Utopia: Vencer ou morrer na guerrilha aos 18 anos.
Desde então atua como blogueiro, defendendo os ideais revolucionários, os direitos humanos e o exercício do pensamento crítico, assumindo causas como a do escritor italiano Cesare Battisti (como porta-voz do Comitê de Solidariedade).
Recentemente (2011), Celso Lungaretti foi inocentado pela justiça em São Paulo em processo movido contra ele pelo jornalista Boris Casoy.

## Livros
- 2005: Náufrago da Utopia - Viver ou morrer na guerrilha aos 18 anos